# La Fuliola
La Fuliola és un municipi de la comarca de l'Urgell.

## Etimologia
Hi ha dues versions pel que fa a l'origen del nom del poble. La primera diu que prové de l'àrab al-folia, que vol dir lloc. La segona el relaciona amb la paraula fulla o fulleta, d'aquí ve que en el seu escut hi aparegui una fulla.

## Nuclis de població
| Entitat de població | Habitants (2023) |
| la Fullola          | 976              |
| Boldú               | 260              |
| Font: Idescat       |                  |

## Història del poble
Segons la carta de població (1080) de la Fuliola, el comte d'Urgell Ermengol IV cedeix a Guillem d'Isarn la quadra de la Fuliola per bastir-hi una torre de defensa i repoblar-la. A la fi del segle s'havia construït la torre, l'església i alguns edificis formant un clos emmurallat. Després que la vídua Guiscarda (muller de Guillem) i els seus descendents heretaren el poble, passà a l'església de Solsona, el 1115. Les lluites nobiliàries a la successió del comtat, per part dels Cabrera deixaren despoblada la vila i el nou comte Ermengol X, amb ganes de refer-la, concedí una nova carta de població el 1280 per repoblar el lloc. El rei Pere II havia donat la Fuliola i Boldú a Pere Gener de Montblanc.
Fou de la jurisdicció de Poblet des del 1415. El nucli primitiu era tancat i voltat de muralles. Al segle xvi ja hi havia construccions fora de la muralla, a l'anomenat Raval. Com a tots els pobles de la contrada, l'arribada del canal d'Urgell, construït entre 1852 i 1862, transformà les terres eixutes en grans extensions de regadiu i va comportar un profund canvi en l'organització agrícola i l'evolució econòmica, així com un gran revulsiu demogràfic. Des d'aquell moment es manté el creixement urbanístic al peu de la carretera, que actualment divideix en dos el municipi i que ben aviat tindrà una variant que desviarà el trànsit pesat per fora de la població.

## Geografia
- Llista de topònims de la Fuliola (Orografia: muntanyes, serres, collades, indrets..; hidrografia: rius, fonts...; edificis: cases, masies, esglésies, etc).

## Demografia
| 1497 f | 1515 f | 1553 f | 1717 | 1787 | 1857 | 1877 | 1887 | 1900 | 1910 |
| ------ | ------ | ------ | ---- | ---- | ---- | ---- | ---- | ---- | ---- |
| 25     | 28     | 38     | 203  | 417  | 653  | 538  | 673  | 792  | 949  |

| 1920 | 1930  | 1940  | 1950  | 1960  | 1970  | 1981  | 1990  | 1992  | 1994  |
| ---- | ----- | ----- | ----- | ----- | ----- | ----- | ----- | ----- | ----- |
| 978  | 1.029 | 1.014 | 1.330 | 1.366 | 1.267 | 1.309 | 1.343 | 1.322 | 1.322 |

| 1996  | 1998  | 2000  | 2002  | 2004  | 2006  | 2008  | 2010  | 2012  | 2014  |
| ----- | ----- | ----- | ----- | ----- | ----- | ----- | ----- | ----- | ----- |
| 1.264 | 1.255 | 1.251 | 1.253 | 1.234 | 1.235 | 1.225 | 1.270 | 1.320 | 1.294 |

| 2016  | 2018  | 2020  | 2022  | 2024  | 2026 | 2028 | 2030 | 2032 | 2034 |
| ----- | ----- | ----- | ----- | ----- | ---- | ---- | ---- | ---- | ---- |
| 1.260 | 1.217 | 1.250 | 1.238 | 1.238 | -    | -    | -    | -    | -    |

## Festivitats
- 26 de juliol - Santa Anna, Festa Major d'Estiu en honor de la patrona del poble.
- 13 de desembre - Santa Llúcia, Festa Major d'Hivern en honor de la patrona de l'església.
- Festes del Segar i del Batre. El segar se celebra al juny i el batre al juliol.

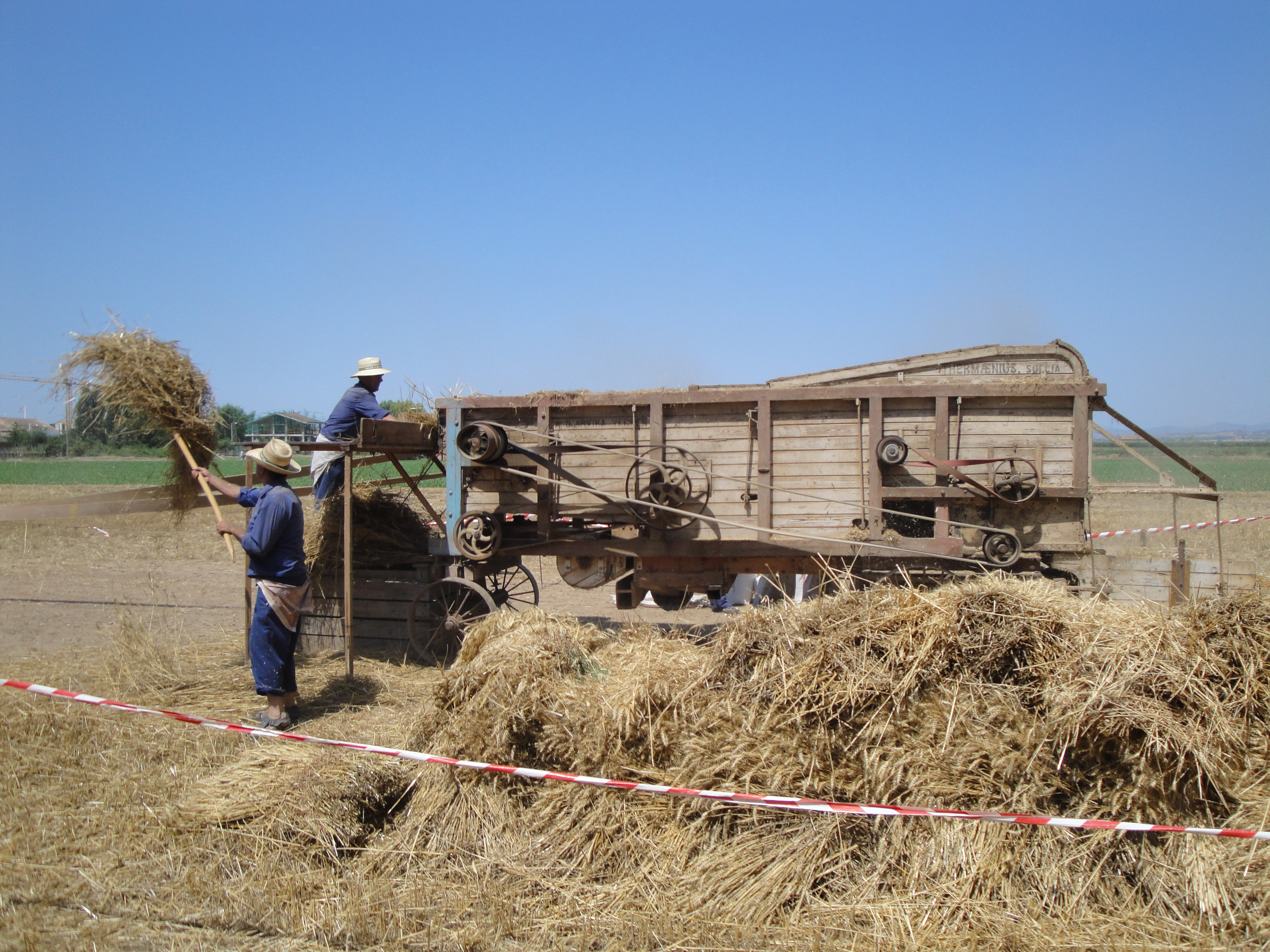
Batre

- Carnestoltes. Se sol celebrar la primera setmana de quaresma.

## Llocs d'interès
- Col·lecció Josep Pané d'Armes Antigues i Eines del Camp.[2]
- Hi ha masies com la Masia Graells,[3] la Masia Ribalta Ros[4] o la Masia Utgés.[5]